# Buenos Aires
Buenos Aires (/ ˌbweɪnəs ˈɛəriːz / ali / -ˈaɪrɪs /; španska izgovorjava: [ˈbwenos ˈajɾes]), uradno Avtonomno mesto Buenos Aires (Ciudad Autónoma de Buenos Aires), je glavno in največje mesto Argentine. Mesto leži na zahodni obali izliva Río de la Plata, na jugovzhodni obali južnoameriške celine. Buenos Aires lahko prevedemo kot 'vetrovi' ali 'dober zrak', toda prvotno ime, ko so ga ustanovili v 16. stoletju je bilo Real de Nuestra Señora Santa María del Buen Ayre, po Mariji Bonarski iz Sardinije, znane tudi kot Gospa od lepih vetrov. Somestje Veliki Buenos Aires, ki vključuje tudi več okrožij province Buenos Aires, je četrto najbolj naseljeno metropolitansko območje v Amerikah s približno 15,6 milijona prebivalcev.
Mesto Buenos Aires ni niti del province Buenos Aires niti glavno mesto province; prej gre za avtonomno okrožje. Leta 1880 je bil Buenos Aires po desetletjih političnih prepirov federaliziran in odstranjen iz province Buenos Aires. Meje mesta so bile razširjene, tako da so vključili mesti Belgrano in Flores; obe sta zdaj soseski mesta. Ustavna sprememba iz leta 1994 je mestu podelila avtonomijo, od tod tudi njeno formalno ime Avtonomno mesto Buenos Aires (Ciudad Autónoma de Buenos Aires; "CABA"). Njeni državljani so prvič izvolili šefa vlade (tj. župana) leta 1996; prej je župana neposredno imenoval predsednik republike.
Kakovost življenja v Buenos Airesu je bila leta 2018 uvrščena na 91. mesto na svetu in je bila ena najboljših v Latinski Ameriki. Je med najbolj obiskanimi mesti v Južni Ameriki in drugo najbolj obiskano mesto v Latinski Ameriki (za Ciudad de México). 
Znano je po ohranjeni eklektični evropski arhitekturi in bogatem kulturnem življenju. Buenos Aires je leta 1951 organiziral 1. vseameriške igre in je bil na svetovnem pokalu FIFA 1978 kraj dveh prizorišč. Nazadnje je Buenos Aires gostil poletne mladinske olimpijske igre 2018 in vrh G20 2018.
Buenos Aires je večkulturno mesto, kjer živijo številne etnične in verske skupine. V mestu se poleg španščine govori tudi več drugih jezikov, kar prispeva k njegovi kulturi in narečju, ki se govori v mestu in nekaterih drugih delih države. To je zato, ker je bilo mesto in država nasploh od 19. stoletja glavni prejemnik milijonov priseljencev z vsega sveta, zaradi česar je talilnica, v kateri živi več etničnih skupin. Tako Buenos Aires velja za eno najbolj raznolikih mest Amerik.

## Etimologija
Zapisano je v aragonskem arhivu, da so katalonski misijonarji in jezuiti prispeli v Cagliari (Sardinija) pod Aragonsko krono, potem ko so leta 1324 odvzeli Pisancem svoj sedež na vrhu hriba s pogledom na mesto. Hrib jim je bil znan kot Bonaira (ali Bonaria v sardinskem jeziku), saj je bil brez vonja, ki je prevladoval v starem mestu (območje gradu), ki meji na močvirje. Med obleganjem Cagliarija so Katalonci na vrhu hriba zgradili svetišče Device Marije. Leta 1335 je kralj Alfonz Nežni cerkev podaril Mercedarijem (Red Blažene Device Marije usmiljene), ki so zgradili opatijo, ki stoji še danes. V letih po tem je krožila zgodba, ki trdi, da je bil kip Device Marije pridobljen iz morja, potem ko je čudežno pripomogel k umiritvi nevihte v Sredozemskem morju. Kip je bil postavljen v opatiji. Španski mornarji, zlasti Andaluzijci, so to podobo častili in pogosto priklicali 'Dobri veter', da bi jim pomagali pri navigaciji in preprečili brodolome. Svetišče Device Marije Buen Ayre so pozneje postavili v Sevilji.
V prvi ustanovitvi Buenos Airesa so španski mornarji z blagoslovom Santa Maria de los Buenos Aires, 'Svete Device Marije dobrega vetra', prispeli v Río de la Plata in s pomočjo dobrih vetrov dosegli obalo današnjega sodobnega mesta Buenos Aires. Pedro de Mendoza je mesto poimenoval Sveta Marija dobrih vetrov, kar je predlagal kaplan odprave, po Masriji Bonarski s Sardinije  (ki še danes velja za zavetnico sredozemskega otoka). Naselje Mendoza je kmalu napadlo domorodno prebivalstvo in je bilo leta 1541 opuščeno.
Dolga leta so to ime pripisovali Sancho del Campo, ki naj bi vzkliknil: »Kako lepi so vetrovi te dežele !«, ko je prispel. Toda leta 1882 je po obsežnih raziskavah v španskih arhivih argentinski trgovec Eduardo Madero končno ugotovil, da je ime resnično tesno povezano z verovanjem mornarjev v Marijo iz Buen Ayre.
Drugo (in stalno) naselje je leta 1580 ustanovil Juan de Garay, ki je iz reke Parana iz Asuncióna (danes glavnega mesta Paragvaja) plul po reki Paraná. Garay je ohranil ime, ki ga je prvotno izbral Mendoza, ki je mesto imenoval Ciudad de la Santísima Trinidad y Puerto de Santa María del Buen Aire ('Mesto presvete trojice in pristanišče Svete Marije dobrih vetrov'). Kratka oblika, ki je sčasoma postala ime mesta, Buenos Aires, se je pogosto uporabljala v 17. stoletju.
Običajna kratica za Buenos Aires v španščini je Bs.As. Pogosto ga imenujemo tudi B.A. ali BA. Ko se posebej sklicujemo na avtonomno mesto, ga v španščini zelo pogosto pogovorno imenujemo 'Capital'. Od avtonomije, pridobljene leta 1994, se imenuje CABA (po Ciudad Autónoma de Buenos Aires - avtonomno mesto Buenos Aires).
Medtem ko BA bolj uporabljajo izseljenci, ki prebivajo v mestu, domačini pogosteje uporabljajo enobesedno okrajšavo Baires.

## Zgodovina
Mesto je 2. februarja 1536 ustanovila španska odprava pod vodstvom konkvistadorja Pedra de Mendoze, poimenovali so ga Ciudad de Nuestra Señora Santa María del Buen Ayre, a so ga morali že po nekaj letih zapustiti zaradi agresivnih domorodcev. Drugo, tokrat trajno naselje na tem mestu, je ustanovil Juan de Garay leta 1580, pod imenom Santísima Trinidad. Njegovo pristanišče je dobilo ime Puerto de Santa María de los Buenos Aires. Vse od začetka je gospodarstvo temeljilo na trgovini.
Svetovljanski, liberalni značaj mesta je pogosto povzročal napetosti v odnosih do provinc v notranjosti Argentine; občasno nasilni konflikti so bili razrešeni konec 19. stoletja, ko je bilo mesto izvzeto iz istoimenske province in postalo samostojen zvezni subjekt v upravni delitvi Argentine. Do leta 1930 je pritegnilo številne priseljence iz Evrope, predvsem Italije in Španije, ter postalo izrazito multikulturno. Po drugi svetovni vojni je bilo središče burnega političnega dogajanja v državi.

### Kolonialno obdobje
Leta 1516 je navigator in raziskovalec Juan Díaz de Solís, ki je plul v imenu Španije, kot prvi Evropejec prišel do Río de la Plata. Njegova odprava je bila prekinjena, ko je bil ubit med napadom domačega plemena Charrúa v današnjem Urugvaju.
Mesto Buenos Aires je bilo prvič ustanovljeno kot Ciudad de Nuestra Señora Santa María del Buen Ayre (dobesedno 'Mesto naše Gospe svete Marije dobrih vetrov') po Mariji Bonarijski (zavetnici Sardinije) 2. februasrja 1536 s strani španske odprave pod vodstvom Pedra de Mendoze. Naselje, ki ga je ustanovil Mendoza, se je nahajalo v današnji četrti San Telmo v Buenos Airesu, južno od središča mesta.
Več napadov avtohtonih prebivalcev je priseljence prisililo, da so leta 1542 mesto zapustili. Drugo (in stalno) naselje je 11. junija 1580 ustanovil Juan de Garay, ki je priplul po reki Paraná iz Asuncióna (danes glavnega mesta Paragvaja). Naselje je poimenoval Santísima Trinidad, njegovo pristanišče pa je postalo Puerto de Santa María de los Buenos Aires.
Buenos Aires je bil že od svojih prvih začetkov odvisen predvsem od trgovine. Skozi večino 17. stoletja so španske ladje ogrožali pirati, zato so razvili zapleten sistem, kjer so ladje z vojaško zaščito v konvoju iz Sevilje (edinega pristanišča, dovoljenega za trgovanje s kolonijami) v Limo v Peruju poslali v Srednjo Ameriko in od tod do notranjih mest podkraljevstva. Zaradi tega so izdelki zelo dolgo potovalii do Buenos Airesa, stroški, ki jih je ustvaril prevoz, pa so postali previsoki. Ta shema je razočarala trgovce iz Buenos Airesa, zato se je v kolonijah in s Portugalci razvila uspešna neformalna organizacija, ki so jo oblasti sprejele. To je porteñosom (prebivalec mesta Buenos Aires, v španščini izraz porteño pomeni 'oseba pristaniškega mesta') vlilo tudi globoko zamero do španskih oblasti.
Ta čustva je začutil Karel III. Španski in je postopoma omilil trgovinske omejitve, preden je Buenos Aires v poznem 18. stoletju dokončno razglasil za odprto pristanišče. Zavzetje britanskih sil Portobela v Panami je spodbudilo tudi trgovino po atlantski poti v škodo trgovine v Limo. Eno od njegovih odločitev je bilo, da se regija odcepi od namestništva Perúja in namesto tega ustanovi podkraljevstvo Río de la Plata z glavnim mestom Buenos Airesom. Vendar Karlova pomiritvena dejanja niso imela želenega učinka in porteños, ki so bili nekateri podkovani v ideologijo francoske revolucije, so se še bolj prepričali o potrebi po neodvisnosti od Španije.

### Vojna za neodvisnost
Med britanskimi invazijami na Río de la Plata so britanske sile dvakrat napadle Buenos Aires. Leta 1806 so ga Britanci uspešno napadli, vendar jih je vojska iz Montevidea pod vodstvom Santiaga de Liniersa premagala. V kratkem obdobju britanske vladavine je podkralju Rafaelu Sobremonteju uspelo pobegniti v Córdobo in to mesto določiti za glavno mesto. Buenos Aires je po ponovnem zavzetju argentinskih sil spet postal glavno mesto, vendar Sobremonte ni mogel nadaljevati svoje funkcije podkralja. Santiago de Liniers, izbran za novega podkralja, je mesto pripravil na morebiten nov britanski napad in odvrnil drugo invazijo Britanije leta 1807. Militarizacija, ki je nastala v družbi, je za kreolce ugodno spremenila razmerje moči (za razliko od polotočanov – Španci rojeni v Novem svetu) pa tudi razvoj polotoške vojne v Španiji. Poskus polotoškega trgovca Martína de Álzage, da je odstranil Linierja in ga nadomestil z hunto (junta - ime, ki ga je več lokalnih uprav, ustanovljenih v Španiji med polotoško vojno izbralo kot domoljubno alternativo uradni upravi, ki so jo zrušili francoski zavojevalci), je vojska kreolcev premagala. Toda do leta 1810 bi bile te iste vojske tiste, ki bi podprle nov revolucionarni poskus in uspešno odstranile novega podkralja Baltasarja Hidalga de Cisnerosa. To je znano kot majska revolucija (špansko ‘’Revolución de Mayo‘’), ki jo danes praznujejo kot državni praznik. Ta dogodek je začel argentinsko vojno za neodvisnost in številne vojske so zapustile Buenos Aires, da bi se z različnimi stopnjami uspeha borile proti različnim trdnjavam rojalističnega upora. Vlado sta najprej držali dve hunti s številnimi člani, nato dva triumvirata in na koncu še osebna pisarna, vrhovni direktor. Formalna neodvisnost od Španije je bila razglašena leta 1816 na kongresu v Tucumanu. Buenos Airesu je uspelo prenesti celotno špansko-ameriško vojno za neodvisnost, ne da bi spet padel pod kraljevo oblast.
V preteklosti je bil Buenos Aires glavno mesto argentinskih liberalnih, prostotrgovinskih in tujih idej. V nasprotju s tem so številne province, zlasti tiste na severozahodu mesta, zagovarjale bolj nacionalističen in katoliški pristop k političnim in socialnim vprašanjem. Pravzaprav je večino notranje napetosti v argentinski zgodovini, začenši s centralistično-federalističnimi konflikti iz 19. stoletja, mogoče izslediti do teh nasprotujočih si pogledov. V mesecih, ki so sledili 'majski revoluciji', je Buenos Aires v province poslal številne vojaške odposlance, da bi jih pridobili. Namesto tega je inciativa spodbujala napetosti med prestolnico in provincami; pravzaprav se je veliko teh misij končalo v nasilnih spopadih.
V 19. stoletju so mornariške sile mesto dvakrat blokirale: Francozi od 1838 do 1840 in kasneje anglo-francoska odprava od 1845 do 1848. Obe blokadi argentinske vlade nista pripeljali za pogajalsko mizo, tuje moči so sčasoma opustile svoje zahteve.

### 19. in 20. stoletje
Skozi večino 19. stoletja je politični status mesta ostal občutljiva tema. To je bilo že glavno mesto province Buenos Aires, med letoma 1853 in 1860 pa glavno mesto odcepljene države Buenos Aires. Z vprašanjem so se večkrat borili na bojnem polju, dokler se zadeva dokončno ni rešila leta 1880, ko je bilo mesto federalizirano in postalo sedež vlade, župana pa je imenoval predsednik. Casa Rosada je postala sedež predsednika.
Zdravstvene razmere na revnih območjih so bile grozljive, z visoko stopnjo tuberkuloze. Sodobni zdravniki in politiki na področju javnega zdravja so za širjenje grozljive bolezni običajno krivili same revne in njihove okorne stanovanjske hiše. Ljudje so ignorirali javnozdravstvene kampanje za omejevanje širjenja nalezljivih bolezni, kot so prepoved pljuvanja po ulicah, stroge smernice za oskrbo dojenčkov in majhnih otrok ter karantene, ki ločujejo družine od obolelih.
Poleg bogastva, ustvarjenega s carinami in argentinsko zunanjo trgovino na splošno, pa tudi obstojem rodovitnih pamp, je razvoj železnice v drugi polovici 19. stoletja povečal gospodarsko moč Buenos Airesa, ko so surovine pritekale v njegove tovarne. Buenos Aires, vodilna destinacija za priseljence iz Evrope, zlasti Italije in Španije, je od leta 1880 do 1930 postal multikulturno mesto, ki se je uvrstilo ob bok glavnim evropskim prestolnicam. V tem času je Teatro Colón postalo eno najboljših opernih prizorišč na svetu, mesto pa regionalna prestolnica radia, televizije, kina in gledališča. V teh letih so bile zgrajene glavne mestne avenije, v zori 20. stoletja pa so zgradile najvišje stavbe v Južni Ameriki in prvi podzemni sistem. Drugi gradbeni razcvet, med letoma 1945 in 1980, je preoblikoval središče mesta in večji del mesta.
Buenos Aires je privabil tudi migrante iz argentinskih provinc in sosednjih držav. Barakarska naselja (vile miseria) so se začela širiti po industrijskih območjih mesta v 1930-ih, kar je povzročilo razširjene socialne probleme in družbene kontraste z večinoma mobilnim prebivalstvom Buenos Airesa. Ti delavci so postali politična baza peronizma, ki se je pojavil v Buenos Airesu med osrednjo demonstracijo 17. oktobra 1945 na Plaza de Mayo. Industrijski delavci industrijskega pasu Velikega Buenos Airesa so bili od takrat glavna podporna baza Peronizma in Plaza de Mayo je postala kraj za demonstracije in številne politične dogodke v državi; 16. junija 1955 je drobljena frakcija mornarice bombardirala območje Plaza de Mayo in ubila 364 civilistov. Takrat je bilo mesto napadeno iz zraka, dogodku pa je sledila vojaška vstaja, ki je predsednika Peróna odstavila tri mesece kasneje (glej Revolución Libertadora).
V 1970-ih je mesto trpelo zaradi spopadov med levičarskimi revolucionarnimi gibanji (Montoneros, ERP in F.A.R.) in desničarsko paravojaško skupino Triple A, ki jo je podpirala Isabel Perón in ki je leta 1974 po smrti Juana Peróna postala predsednica Argentine.
Puč marca 1976, ki ga je vodil general Jorge Rafael Videla, je samo še stopnjeval ta konflikt; umazana vojna je povzročila 30.000 desaparecidos (ljudi, ki jih je vojska ugrabila in pobila v letih hunte). Tihi pohodi njihovih mater (Matere iz Plaza de Mayo) so dobro znana podoba trpljenja Argentincev v tistih časih. Župan, imenovan za diktaturo, Osvaldo Cacciatore, je pripravil tudi načrte za mrežo avtocest, ki naj bi razbremenile akutno prometno oviro v mestu. Načrt pa je zahteval na videz neselektivno uničevanje stanovanjskih površin in čeprav so bile takrat postavljene le tri od osmih načrtovanih, so bile večinoma vsiljive dvignjene avtoceste, ki še danes uničujejo številne nekdaj udobne soseske.
Mesto je dvakrat obiskal papež Janez Pavel II., Prvič leta 1982 in spet leta 1987; ob teh priložnostih se je zbrala ena največjih množic v zgodovini mesta. Vrnitev demokracije leta 1983 je sovpadla s kulturno oživitvijo, v 1990-ih pa se je začela gospodarska oživitev, zlasti v gradbenem in finančnem sektorju.
17. marca 1992 je na izraelskem veleposlaništvu eksplodirala bomba, ki je ubila 29, ranila pa 242 ljudi. Druga eksplozija, 18. julija 1994, je uničila stavbo, v kateri je bilo več judovskih organizacij, 85 jih je umrlo in veliko več jih je bilo ranjenih, incident je označil začetek terorizma v Južni Ameriki. Po sporazumu iz leta 1993 je bila argentinska ustava spremenjena tako, da je Buenos Airesu dala avtonomijo in med drugim razveljavila predsednikovo pravico do imenovanja mestnega župana (kot je to veljalo od leta 1880). 30. junija 1996 so volivci v Buenos Airesu izbrali svojega prvega izvoljenega župana (Jefe de Gobierno).

### 21. stoletje
Leta 1996 so v mestu potekale prve županske volitve po novem statutu, pri čemer se je župan uradno spremenil v 'vodjo vlade'. Zmagal je Fernando de la Rúa, ki je kasneje od leta 1999 do 2001 postal predsednik Argentine.
Naslednik De la Rúe, Aníbal Ibarra, je zmagal na dveh priljubljenih volitvah, vendar je bil zaradi požara v nočnem klubu República Cromagnon obtožen in na koncu 6. marca 2006 odstavljen. Na naslednjih volitvah so se župani različnih stran menjavali.
Volitve leta 2015 so bile prve, ki so v mestu uporabile elektronski sistem glasovanja, podoben tistemu, ki so ga uporabljali v provinci Salta. Na teh volitvah, ki so potekale 5. julija 2015, je Macri odstopil z mesta župana in nadaljeval kandidaturo za predsednika države, Horacio Rodríguez Larreta pa je kot županski kandidat zastopal PRO. V drugem krogu 19. julija 2015 zmagal Larreto kot župan in Diego Santilli kot namestnik. Na teh volitvah je bila PRO močnejša v bogatejšem severnem Buenos Airesu, medtem ko je bila ECO močnejša v južnih, revnejših soseskah mesta.
- Puente de la Mujer, avtor Santiago Calatrava.
- Puerto Madero eden od glavnih finančnih centrov v Buenos Airesu

## Geografija

### Lega
Mesto Buenos Aires leži ob Río de la Plata, lijakastem ustju Río Paraná in Río Uruguay v Atlantski ocean, na vzhodni obali južnoameriške celine v povprečju 25 metrov nad morjem.
Voda reke Río de la Plata v Buenos Airesu je motna zaradi velike količine ilovnatega blata. Območje ima le majhne globine, običajno manj kot 20 metrov, tako da morajo na primer ladje z večjim ugrezom v regiji uporabljati ustrezne plovne poti.
Pampe, najbolj rodovitno kmetijsko območje Argentine, se raztezajo zahodno in južno od Buenos Airesa.

### Upravna delitev mesta
Mesto je za administrativne namene razdeljeno na barrios (okrožja), oddelek, ki je prvotno temeljil na katoliških parroquias (župnijah). Pogost izraz je izraz Cien barrios porteños ('Sto sosesk porteño sosesk'), ki se nanaša na sestavo, ki jo je v 1940-ih priljubil pevec tanga Alberto Castillo; vendar je Buenos Aires sestavljen le iz 48 uradnih barrios. Obstaja več pododdelkov teh okrožij, nekateri z dolgo zgodovino in drugi, ki so plod nepremičninskega izuma. Opazen primer je Palermo - največje mestno okrožje -, ki je bilo razdeljeno na različne barrios, med drugim med Palermo Soho, Palermo Hollywood, Las Cañitas in Palermo viejo. Novejša shema je mesto razdelila na 15 comunas (občin).
Buenos Aires je razdeljen na 48 okrožij (barrios).
Agronomía, Almagro, Balvanera, Barracas, Belgrano, Boedo, Caballito, Chacarita, Coghlan, Colegiales, Constitución, Flores, Floresta, La Boca, La Paternal, Liniers, Mataderos, Monte Castro, Montserrat, Nueva Pompeya, Núñez, Palermo, Parque Avellaneda, Parque Chacabuco, Parque Chas, Parque Patricios, Puerto Madero, Recoleta, Retiro, Saavedra, San Cristóbal, San Nicolás, San Telmo, Vélez Sársfield, Versalles, Villa Crespo, Villa del Parque, Villa Devoto, Villa General Mitre, Villa Lugano, Villa Luro, Villa Ortúzar, Villa Pueyrredón, Villa Real, Villa Riachuelo, Villa Santa Rita, Villa Soldati, Villa Urquiza.
Obstajajo tudi tradicionalna imena okrožij, ki so pogostejša od uradnih imen:
- Abasto (območje okoli nekdanje osrednje tržnice in današnjega nakupovalnega središča): okrožja: Almagro in delno Balvanera
- Barrio Norte (stanovanjsko območje bogate populacije): okrožji Recoleta in Palermo
- Congreso (okoli stavbe parlamenta)
- Microcentro (borza in poslovno središče): okrožji Retiro in San Nicolás
- Once (območje okoli mestne postaje Once): okrožje Balvanera
- Tribunales (območje okoli palače pravice): okrožje San Nicolás

Med decentralizacijo je bilo ustanovljeno 15 Centros de Gestión y Participación Comunal (CGCP, občinska središča uprave in udeležba državljanov; tudi: komune), ki so oštevilčena od 1 do 15. V vseh CGPC lahko poskrbite za mestne formalnosti, kot so plačilo davkov in glob ali izvajanje civilnih postopkov, kot so poroke in izdaja rojstnih listov.

### Podnebje
Buenos Aires leži v subtropskem podnebnem pasu in ima po Köppnu vlažno subtropsko podnebje (Cfa). Povprečna letna temperatura je 17,73 stopinje Celzija, povprečna letna količina padavin je 1214,6 milimetrov.
Najtoplejši mesec je januar s povprečjem 23,7 stopinje Celzija, najhladnejši je julij z 10,5 stopinj Celzija. Tudi v argentinski zimi se temperature redko spustijo pod nič stopinj, doslej je bilo le nekaj izjemnih primerov snega, na primer leta 1918, julija 2007 in julija 2010.

### Okoljska problematika
Buenos Aires se kot megapolis spopada s številnimi ekološkimi problemi. Čeprav v mestu skorajda ni smoga, predvsem zaradi razmeroma vetrovnega vremena, onesnaženost zraka zaradi neustrezno filtriranih industrijskih in avtomobilskih izpušnih plinov na nekaterih obrobjih in v predmestjih, na primer v Lanúsu, pogosto doseže kritične vrednosti, ki vodijo do povečane stopnje pljučnega raka. K temu pomembno prispeva velik obseg prometa.
V zelo ozkih ulicah, obkroženih z visokimi hišami, je dovod svežega zraka (na primer z morja) zelo slab. Ulice in zasaditve na dvoriščih so bile redko vključene, ko so bile površine posekane, tako da njihova moč vezanja prahu skoraj ni na voljo. Druga težava je, da ima mesto in okolica metropolitanskega območja razmeroma malo parkov, vodnih teles ali odprtih zelenih površin, okolica pa se gradi tudi z gradbenimi projekti, ki segajo vse dlje v obrobje.
Druga težava je onesnaževanje Río de la Plata in njenih pritokov v mestu s kanalizacijo. Reki Riachuelo in Río de la Reconquista, ki tečeta skozi mesto, sta močno onesnaženi in ne omogočata več biološkega življenja. V 1990-ih je bila načrtovana renaturacija vsaj Riachuela, vendar projekt še ni realiziran. Na samem Río de la Plata je bilo kopanje mogoče še do približno leta 1980 (v Quilmesu je bila kopalna plaža), danes pa to zaradi onesnaženja vode po več smrtnih primerih v 1980-ih ni več mogoče. Na nasprotni strani Río de la Plata v Urugvaju je kopanje še vedno mogoče brez težav.
Odlaganje smeti je bilo vedno glavni problem. V preteklosti so smeti sežigali decentralizirano, pogosto celo v ogrevalnih sistemih stanovanjskih stavb, vendar to ni bilo več enostavno, ko je mesto zaradi onesnaženja doseglo določeno velikost. Danes velik del smeti konča na smetišču, ki se nahaja v obliki obroča okoli mesta, ki je ozelenjeno in delno zasnovano kot park in se imenuje Cinturón Ecológico (ekološki pas). Projekt je kritiziran zaradi dejstva, da lahko podtalnico onesnažujejo izcedne vode smetišča (npr. težke kovine). V nekaterih primerih v bližnjih stanovanjskih območjih opažajo povečano stopnjo raka.

## Vladna struktura
.
Izvršilno funkcijo ima šef vlade (španščina: Jefe de Gobierno), izvoljen za štiriletni mandat skupaj z namestnikom, in predseduje 60-članskemu mestnemu parlamentu v Buenos Airesu. Vsak poslanec je izvoljen za dobo štirih let; polovica zakonodajalca se obnavlja vsaki dve leti. Volitve uporabljajo D'Hondtovo metodo sorazmerne zastopanosti. Sodno vejo sestavljajo vrhovno sodišče (Tribunal Superior de Justicia), sodnik za prekrške (Consejo de la Magistratura), javno ministrstvo in druga mestna sodišča. Člen 61 ustave mesta Buenos Aires iz leta 1996 določa, da je »volilna pravica brezplačna, enaka, tajna, univerzalna, obvezna in neakumulativna. Rezidenti tujci uživajo enako pravico z ustreznimi obveznostmi pod enakimi pogoji kot registrirani državljani Argentine v okrožju pod pogoji, določenimi z zakonom«.
Pravno je mesto manj avtonomno kot provinca. Junija 1996, tik pred prvimi izvršnimi volitvami v mestu, je Argentinski nacionalni kongres izdal nacionalni zakon 24.588 (znan kot Ley Cafiero, po senatorju, ki je vodil projekt), s katerim je oblast nad 25.000-člansko argentinsko zvezno policijo odgovornost nad zveznimi institucijami, ki prebivajo v mestu (npr. stavbe vrhovnega sodišča), ne bi bila prenesena z državne vlade na avtonomno mestno vlado, dokler na državnem kongresu ne bi bilo doseženo novo soglasje. Poleg tega je razglasil, da bo pristanišče Buenos Aires skupaj z nekaterimi drugimi kraji ostalo pod zveznimi oblastmi. Od leta 2011 napotitev metropolitanske policije v Buenos Airesu še poteka.
Od leta 2007 je mesto začelo novo shemo decentralizacije in ustanovilo nove občine, ki jih bodo vodili izvoljeni odbori s po sedmimi člani. Buenos Aires v argentinskem senatu zastopajo trije senatorji. Prebivalci Buenos Airesa izvolijo tudi 25 nacionalnih poslancev v argentinsko poslansko zbornico.
- Casa Rosada, sedež predsenika Argentine, je v soseski Monserrat
- Palača zveznega sodišča je v soseski San Nicolás
- Mestna hiša, Buenos Aires v desnem vogalu vhoda v Avenida de Mayo

## Demografija
V popisu prebivalstva leta 2010 je v mestu prebivalo 2.891.082 prebivalcev. Po podatkih popisa prebivalstva leta 2010 je bilo prebivalcev Velikega Buenos Airesa 13.147.638.] Gostota prebivalstva v Buenos Airesu je bila 13.680 prebivalcev na kvadratni kilometer, v predmestjih pa le približno 2.400 na km 2. 
Prebivalstvo Buenos Airesa se je od leta 1947 zaradi nizke rodnosti in počasne migracije v predmestje gibalo okoli 3 milijone. Okoliška okrožja pa so se od takrat povečala za petkrat (na približno 10 milijonov).
Popis prebivalstva leta 2001 je pokazal sorazmerno starost prebivalstva: s 17 %, mlajšimi od petnajst let, in 22 %, starejšimi od šestdeset let, imajo prebivalci Buenos Airesa starostno strukturo, podobno kot v večini evropskih mest. Starejši so od Argentincev kot celote (od tega jih je bilo 28 % mlajših od 15 let in 14 % starejših od 60 let).
Dve tretjini prebivalcev mesta živi v stanovanjskih zgradbah, 30 % pa v enodružinskih domovih; 4 % živi v nestandardnih stanovanjih. Merjeno z vidika dohodka je bila stopnja revščine v mestu leta 2007 8,4 %, vključno z metro območjem pa 20,6 %. [74] Druge študije ocenjujejo, da na območju metropolitanskega Buenos Airesa 4 milijone ljudi živi v revščini.
Mestna 1,2-milijonska delovna sila v letu 2001 je bila večinoma zaposlena v storitvenem sektorju, zlasti v socialnih storitvah (25 %), trgovini in turizmu (20 %) ter poslovnih in finančnih storitvah (17 %); kljub vlogi mesta kot glavnega mesta Argentine je bila v javni upravi zaposlenih le 6 %. V predelovalnih dejavnostih je bilo še vedno zaposlenih 10 %.

### Urbanistični problemi
Villas miserias so vrsta revnih naselij, katerih velikost je od majhnih skupin negotovih hiš do velikih skupnosti s tisoči prebivalcev. Na podeželskih območjih so hiše v villas miserias lahko iz blata in lesa. Najdemo jih med in znotraj velikih mest Buenos Aires, Rosario, Córdoba in Mendoza, med drugim
Buenos Aires ima manj kot 2 m2 zelenih površin na osebo, kar je 90 % manj kot New York, 85 % manj kot Madrid in 80 % manj kot Pariz. Svetovna zdravstvena organizacija (WHO) je v skrbi za javno zdravje pripravila dokument, ki navaja, da mora imeti vsako mesto najmanj 9 m2 zelenih površin na osebo; optimalna količina prostora na osebo bi znašala od 10 do 15 m2.

## Gospodarstvo
Buenos Aires je finančno, industrijsko in trgovsko središče Argentine. Samo gospodarstvo v samem mestu, merjeno z bruto geografskim izdelkom (prilagojeno kupni moči), je leta 2011 znašalo 84,7 milijarde ameriških dolarjev (34.200 ameriških dolarjev na prebivalca)  in znaša skoraj četrtino celotne Argentine. V skladu z dobro citirano študijo Metro Buenos Aires predstavlja 13. največje gospodarstvo med svetovnimi mesti. [103] Indeks človekovega razvoja v Buenos Airesu (0,867 leta 2018) je prav tako visok po mednarodnih standardih.

### Pristanišče
Pristanišče Buenos Aires je eno najprometnejših v Južni Ameriki, saj plovne reke prek Rio de la Plata povezujejo pristanišče s severovzhodno Argentino, Brazilijo, Urugvajem in Paragvajem. Posledično služi kot distribucijsko vozlišče za omenjeno veliko območje južnoameriške celine. Pristanišče Buenos Aires letno pretoči več kot 11.000.000 ton, Dock Sud, tik južno od mesta, pa še 17.000.000 ton. Pobiranje davkov, povezano s pristaniščem, je v preteklosti povzročilo številne politične težave, vključno s konfliktom leta 2008, ki je privedel do protestov in stavke v kmetijskem sektorju, potem ko je vlada zvišala izvozne carine.

### Storitve
Mestni storitveni sektor je raznolik in dobro razvit po mednarodnih standardih in predstavlja 76 odstotkov njenega gospodarstva (v primerjavi z 59 % v celotnem Argentinskem). Zlasti oglaševanje igra pomembno vlogo pri izvozu storitev doma in v tujino. Sektor finančnih in nepremičninskih storitev pa je največji in prispeva k 31 odstotkom mestnega gospodarstva. Financiranje (približno tretjina tega) v Buenos Airesu je še posebej pomembno za argentinski bančni sistem, saj predstavlja skoraj polovico državnih bančnih vlog in posojil. Skoraj 300 hotelov in še 300 hostlov ter nočitev z zajtrkom ima dovoljenje za turizem, skoraj polovica razpoložljivih sob pa je bila v ustanovah s štirimi zvezdicami ali več.

### Predelovalne dejavnosti
Kljub temu je proizvodnja še vedno pomembna v mestnem gospodarstvu (16 odstotkov) in je skoncentrirana predvsem v južnem delu mesta. Koristi ima tako visoka lokalna kupna moč in velika lokalna ponudba kvalificirane delovne sile kot tudi razmerje do množičnega kmetijstva in industrije tik izven mestnih meja. Gradbena dejavnost v Buenos Airesu je bila v preteklosti med najbolj natančnimi kazalniki nacionalne gospodarske sreče, od leta 2006 pa je bilo letno odobrenih približno 3 milijone kvadratnih metrov (32 × 106 kvadratnih metrov) gradnje. Meso, mlečni izdelki, žito, tobak, volna in usnjeni izdelki se predelujejo ali proizvajajo na metro območju Buenos Aires. Druge vodilne panoge so avtomobilska industrija, predelava nafte, obdelava kovin, strojegradnja in proizvodnja tekstila, kemikalij, oblačil in pijač.

## Kultura
Ker na Buenos Aires močno vpliva evropska kultura, mesto včasih imenujejo Pariz Južne Amerike. Mesto ima po številnih gledališčih in predstavah najzasedenejšo gledališko industrijo v Latinski Ameriki.  Pravzaprav je vsak konec tedna približno 300 aktivnih gledališč s predstavami, kar mesto mesto uvršča na 1. mesto po vsem svetu, več kot London, New York ali Pariz, kulturne Meke. Število kulturnih festivalov z več kot 10 kraji in petimi leti obstoja mesto tudi uvršča na 2. mesto po svetu za Edinburghom. Centro Cultural Kirchner (Kirchnerjev kulturni center) je največje kulturno središče Latinske Amerike  in tretje na svetu.
Buenos Aires je dom gledališča Teatro Colón, mednarodno cenjene operne hiše. Obstaja več simfoničnih orkestrov in zborovskih društev. V mestu so številni muzeji, povezani z umetnostjo in obrtjo, zgodovino, likovno umetnostjo, moderno umetnostjo, dekorativno umetnostjo, popularno umetnostjo, sakralno umetnostjo, gledališčem in zabavno glasbo ter ohranjenimi domovi znanih zbiralcev umetnin, pisateljev, skladateljev in umetnikov. V mestu je na stotine knjigarn, javnih knjižnic in kulturnih združenj (včasih ga imenujejo tudi 'mesto knjig'), pa tudi največja koncentracija aktivnih gledališč v Latinski Ameriki. Ima živalski vrt in botanični vrt, veliko urejenih parkov in trgov, pa tudi cerkve in bogoslužja številnih veroizpovedi, od katerih so številne arhitekturno pomembne.
Mesto je bilo član Unescove mreže ustvarjalnih mest, potem ko se je leta 2005 poimenovalo v Mesto oblikovanja.

### Porteñoidentiteta
Identiteta porteños ima bogato in zapleteno zgodovino ter je bila predmet številnih analiz in pregledov. Veliki evropski priseljevalni val v začetku 20. stoletja »je bilo bistveno za naraščajoči primat Buenos Airesa in spremljajoče mestne identitete« in je globlje vzpostavil delitev med mestno in podeželsko Argentino. Priseljenci so »v mesto prinesli nove tradicije in kulturne oznake«, ki so si jih »nato znova zamislili v kontekstu porteño, z novimi sloji pomenov zaradi nove lokacije«. Poskusi voditeljev držav, da naselijo državo in okvir nacionalna identiteta je povzročila koncentracijo priseljencev v mestu in njegovem predmestju, ki so ustvarili kulturo, ki je »produkt njihovih konfliktov pri integraciji, njihovih življenjskih težav in njihovih komunikacijskih ugank«. Kot odgovor na val priseljevanja je v 1920-ih in 1930-ih je nacionalistični trend v argentinski intelektualni eliti slavil gaučo figuro kot zgleden arhetip argentinske kulture; njegova sinteza z evropskimi tradicijami je ustrezala novi urbani identiteti Buenos Airesa. Kompleksnost vprašanj integracije in oblikovanja identitete Buenos Airesa se je povečala, ko so priseljenci spoznali, da jim lahko evropska kultura pomaga do večjega družbenega statusa. Ko se je podeželsko prebivalstvo preselilo v industrializirano mesto od 1930-ih dalje, je ponovno potrdilo svoje evropske korenine, sprejelo endogamijo in ustanovilo zasebne šole, časopise v tujih jezikih in združenja, ki so spodbujala spoštovanje matične države.
Porteños so na splošno označeni kot nočne sove, kultivirani, zgovorni, neovirani, občutljivi, nostalgični, opazovalni in arogantni. Argentinci zunaj Buenos Airesa svoje prebivalce pogosto stereotipizirajo kot egoistične ljudi, značilnost, ki jo ljudje iz Amerike in zahodnjaki na splošno pogosto pripisujejo celotnemu argentinskemu prebivalstvu in jo uporabljajo kot predmet številnih šal.  V pisanju BBC Mundo je Cristina Pérez menila, da »ideja [argentinskega] močno razvitega ega najde močne dokaze v slovarjih lunfardo«, v besedah, kot sta engrupido (kar pomeni 'zaman' ali 'izmišljen') in compadrito ( kar pomeni 'pogumen' in 'hvalisav'), pri čemer je slednja arhetipska figura tanga. Paradoksalno je, da so porteños opisani tudi kot zelo samokritični, kar je bilo imenovano »druga plat ego kovanca«. Pisatelji menijo, da je obstoj teh vedenj posledica evropskega priseljevanja in blaginje, ki ga je mesto doživelo v zgodnjem 20. stoletju, kar je v delih prebivalstva ustvarilo občutek premoči.

### Umetnost
Buenos Aires ima uspešno umetniško kulturo z »ogromno muzejskimi zbirkami, od obskurnih do svetovnih«. Barrios Palermo in Recolete sta tradicionalni okrožji v mestu pri razširjanju umetnosti, čeprav se v zadnjih letih pojavljajo razstave tudi v drugih okrožjih, kot sta Puerto Madero ali La Boca; med priznana prizorišča spadajo MALBA, Narodni muzej likovnih umetnosti, Fundación Proa, Faena Arts Center in Usina del Arte. Druge priljubljene institucije so med drugim muzej moderne umetnosti v Buenos Airesu, muzej Quinquela Martín, muzej Evita, muzej Fernández Blanco, muzej Joséja Hernándeza in Palais de Glace. Tradicionalni dogodek, ki se zgodi enkrat na leto, je La Noche de los Museos ('Noč muzejev'), ko mestni muzeji, univerze in umetniški prostori brezplačno odprejo svoja vrata do zgodnjega jutra; ponavadi poteka novembra.
Prva večja umetniška gibanja v Argentini so sovpadala s prvimi znaki politične svobode v državi, kot so sankcije tajnega glasovanja leta 1913 in splošno moška volilna pravica leta 1913, prvi predsednik, ki je bil ljudsko izvoljen (1916) in kulturna revolucija in univerzitetna reforma iz leta 1918. V tem okviru, v katerem je še naprej vplivala pariška šola (Modigliani, Chagall, Soutine, Klee), so se pojavile tri glavne skupine. Buenos Aires je bil rojstno mesto številnih umetnikov in gibanj nacionalnega in mednarodnega pomena in je postal osrednji motiv argentinske umetniške produkcije, zlasti od 20. stoletja. Primeri so: pariška skupina, imenovana tako, ker je nanjo vplivala Pariška šola, ki so jo med drugim sestavljali Antonio Berni, Aquiles Badi, Lino Enea Spilimbergo, Raquel Forner in Alfredo Bigatti; in umetniki iz La Boce - med drugim Benito Quinquela Martín in Alfredo Lazzari - ki so večinoma prihajali iz Italije ali so bili italijanskega porekla in so običajno slikali prizore iz pristaniških sosesk delavskega razreda. V 1960-ih je Inštitut Torcuato di Tella, ki se nahaja na ulici Florida, postal vodilno lokalno središče za pop art, performans, instalacijsko umetnost, konceptualno umetnost in eksperimentalno gledališče; v tej generaciji umetnikov so bili Marta Minujín, Dalila Puzzovio, David Lamelas in Clorindo Testa.
Buenos Aires je postal tudi vidno središče sodobne ulične umetnosti; zaradi svoje dobrodošlice je postal ena glavnih prestolnic takšnega izražanja na svetu. Burna sodobna politična zgodovina mesta je »v porteñosu vzgojila močan izrazni občutek«, urbana umetnost pa je bila uporabljena za prikaz teh zgodb in kot protestno sredstvo. Vendar se vsa ulična umetnost ne nanaša na politiko, temveč se uporablja tudi kot simbol demokracije in svobode izražanja. Freske in grafiti so tako pogosti, da veljajo za 'vsakdanjik' in so postali del urbane pokrajine barrisov, kot so Palermo, Villa Urquiza, Coghlan in San Telmo. To je povezano z zakonitostjo takšnih dejavnosti - pod pogojem, da je lastnik stavbe privolil - in dovzetnostjo lokalnih oblasti, ki celo subvencionirajo različna dela. Obilje mest, kjer lahko urbani umetniki ustvarjajo svoja dela, in razmeroma ohlapna pravila za ulično umetnost so pritegnili mednarodne umetnike, kot so Blu, Jef Aérosol, Aryz, ROA in Ron English. Vodeni ogledi za ogled fresk in grafitov po mestu nenehno rastejo.
- MALBA
- Centro Cultural Recoleta
- Narodni nuzej dekorativne umetnosti
- Umetniški center Faena

### Glasba
Po Harvardskem glasbenem slovarju »Argentina ima eno najbogatejših umetniških glasbenih tradicij in morda najbolj aktivno sodobno glasbeno življenje« v Južni Ameriki. Buenos Aires se ponaša z več profesionalnimi orkestri, vključno z Argentinskim nacionalnim simfoničnim orkestrom, Ensamble Musical de Buenos Aires in Camerata Bariloche; pa tudi različni konservatoriji, ki ponujajo poklicno glasbeno izobrazbo, kot je Conservatorio Nacional Superior de Música. Kot rezultat rasti in komercialne blaginje mesta v poznem 18. stoletju je gledališče postalo ključna sila v argentinskem glasbenem življenju, saj je ponujalo italijanske in francoske opere ter španske zarzuele. Italijanska glasba je bila zelo vplivna v 19. stoletju in na začetku 20. stoletja, deloma tudi zaradi priseljevanja, vendar so opere in salonsko glasbo sestavljali tudi Argentinci, med njimi Francisco Hargreaves in Juan Gutiérrez. Nacionalistični trend, ki je izhajal iz argentinskih tradicij, literature in narodno-zabavne glasbe, je bil v 19. stoletju pomembna sila, vključno s skladatelji Alberto Williams, Julián Aguirre, Arturo Berutti in Felipe Boero. V tridesetih letih so skladatelji, kot so Juan Carlos Paz in Alberto Ginastera »začeli zagovarjati svetovljanski in modernistični slog, na katerega so vplivale dvanajst tonske tehnike in serializem«; medtem ko je avantgardna glasba uspevala v 1960-ih, je Rockefellerjeva fundacija financirala Centro Interamericano de Altos Estudios Musicales, ki je pripeljal mednarodno znane skladatelje na delo in poučevanje v Buenos Airesu, ustanovil pa je tudi elektronski glasbeni studio.
Río de la Plata je znan kot rojstni kraj tanga, ki velja za simbol Buenos Airesa. Mesto se šteje za svetovno prestolnico tanga in kot tako gosti številne povezane dogodke, najpomembnejši pa sta letni festival in svetovni turnir. Najpomembnejši predstavnik žanra je Carlos Gardel, sledi mu Aníbal Troilo; drugi pomembni skladatelji so Alfredo Gobbi, Astor Piazzolla, Osvaldo Pugliese, Mariano Mores, Juan D'Arienzo in Juan Carlos Cobián. Tango glasba je v 1940-ih doživela razkošje, medtem ko se je v 1960-ih in 1970-ih pojavil nuevo tango, ki je vključeval elemente klasične in jazz glasbe. Sodobni trend je neotango (znan tudi kot elektrotango) s predstavniki, kot sta Bajofondo in Gotan project. 30. septembra 2009 je Unescov medvladni odbor za nesnovno dediščino razglasil tango za del svetovne kulturne dediščine, s čimer je Argentina upravičena do finančne pomoči za zaščito tanga za prihodnje generacije.
Mesto vsako leto priredi več glasbenih festivalov. Priljubljena zvrst je elektronska plesna glasba s festivali, med katerimi so Creamfields BA, SAMC, Moonpark in lokalna izdaja Ultra Music Festival. Drugi dobro znani dogodki so Jazz festival v Buenos Airesu, Personal Fest, Quilmes Rock in Pepsi Music. Nekateri glasbeni festivali potekajo v širšem Buenos Airesu, na primer Lollapalooza, ki poteka v Hipódromo de San Isidro v San Isidru.

### Arhitektura
Za arhitekturo Buenos Airesa je značilna eklektičnost z elementi, ki spominjajo na Pariz in Madrid. Zaradi priseljevanja se mešajo kolonialni, art déco, art nouveau, neogotski in francoski burbonski slog. Italijanski in francoski vpliv sta se povečala po razglasitvi neodvisnosti v začetku 19. stoletja, čeprav je akademski slog obstajal do prvih desetletij 20. stoletja.
Poskusi prenove so se dogajali v drugi polovici 19. stoletja in na začetku 20. stoletja, ko so v državo prodrli evropski vplivi, o čemer so govorile številne zgradbe Buenos Airesa, kot je Iglesia Santa Felicitas Ernesta Bungeja; Sodna palača, Kongresna palača, vseh avtor Vittorio Meano, Teatro Colón Francesca Tamburinija in Vittoria Meana.
Preprostost baročnega sloga Rioplatense je jasno razvidna v Buenos Airesu skozi dela italijanskih arhitektov, kot sta André Blanqui in Antonio Masella, v cerkvah San Ignacio, Nuestra Señora del Pilar, stolnici in Cabildo.
Bazilika Santisimo Sacramento je bila odprta za javnost leta 1912; njeno gradnjo je financirala velikodušna donacija argentinske filantropinje Mercedesa Castellanos de Anchorena, članice najvidnejše argentinske družine. Cerkev je odličen primer francoskega neoklasicizma. Z izjemno visokokakovostnimi okraski v notranjosti ladjo obvladujejo veličastne orgle Mutin-Cavaillé (največje doslej nameščene v argentinski cerkvi z več kot štiri tisoč cevmi in štirimi manuali). Oltar je poln marmorja in je bil takrat največji doslej zgrajen v Južni Ameriki.
Leta 1919 se je začela gradnja palače Barolo. Takrat je bila to najvišja stavba Južne Amerike in je bila prvi argentinski nebotičnik, zgrajen z betonom (1919–1923). Stavba je bila opremljena z 9 dvigali in 20-metrsko dvorano s preddverjem s slikami na stropu in latinskimi stavki, vtisnjenimi v zlate bronaste črke. Na vrhu (110 m) je bil nameščen svetilnik s 300.000 kandelami, zaradi česar je bila stavba vidna celo iz Urugvaja. Leta 2009 je bila palača Barolo izčrpno obnovljena in svetilnik je spet zaživel.
Leta 1936 je bila odprta 120-metrska stavba Kavanagh. S svojimi 12 dvigali (ki jih je zagotovil Otis) in prvim centralnim klimatskim sistemom na svetu (ki ga je zagotovilo severnoameriško podjetje Carrier) še vedno arhitekturna znamenitost v Buenos Airesu.
Arhitektura druge polovice 20. stoletja je še naprej reproducirala francoske neoklasicistične modele, na primer sedež Banco de la Nación Argentina, ki jo je zgradil Alejandro Bustillo, in Museo Hispanoamericano de Buenos Aires, Martína Noela. Vendar pa se je od 1930-ih vpliv Le Corbusierja in evropskega racionalizma utrdil v skupini mladih arhitektov z univerze v Tucumánu, med katerimi izstopa Amancio Williams. Gradnja nebotičnikov se je v Buenos Airesu širila do 1950-ih. Med novejše moderne visokotehnološke zgradbe argentinskih arhitektov v zadnjih letih 20. stoletja in na začetku 21. stoletja sodijo stolp Le Parc Maria Álvareza, Torre Fortabat Sáncheza Elíe in stolp Repsol-YPF Césarja Pellija.

## Turizem
Po podatkih World Travel & Tourism Council, [183] turizem v argentinski prestolnici raste od leta 2002. V raziskavi turistične publikacije Travel + Leisure Magazine leta 2008 so obiskovalci Buenos Aires razglasili za drugo najbolj zaželeno mesto za obisk za Firencami v Italiji. Leta 2008 je mesto obiskalo približno 2,5 milijona obiskovalcev.
Obiskovalci imajo veliko možnosti za oglede, kot so obisk tanga, estancia v provinci Buenos Aires ali uživanje v tradicionalnem asadu. V zadnjem času so se razvila nova turistična ponudba, namenjena znanim Argentincem, kot so Carlos Gardel, Eva Perón ali Jorge Luis Borges. Pred letom 2011 so zaradi ugodnega tečaja argentinskega pesa turistična središča, kot so Alto Palermo, Paseo Alcorta, Patio Bullrich, Abasto de Buenos Aires in Galerías Pacífico, pogosto obiskovali turisti. Dandanašnji tečaj ovira predvsem turizem in nakupovanje. Pravzaprav so pomembne blagovne znamke potrošnikov, kot sta Burberry in Louis Vuitton, državo opustile zaradi menjalnega tečaja in uvoznih omejitev. Mesto gosti tudi glasbene festivale, med katerimi so nekateri največji Quilmes Rock, Creamfields BA, Ultra Music Festival (Buenos Aires) in Buenos Aires Jazz Festival.
Najbolj priljubljena turistična mesta so v zgodovinskem jedru mesta, natančneje v soseskah Montserrat in San Telmo. Buenos Aires je bil zasnovan okoli Plaza de Mayo, upravnega središča kolonije. Vzhodno od trga je Casa Rosada, uradni sedež izvršne veje argentinske vlade. Na severu je Metropolitanska stolnica, ki stoji na isti lokaciji že od kolonialnih časov in stavba Banco de la Nación Argentina, zemljišče, ki je bilo prvotno v lasti Juana de Garaya. Druge pomembne kolonialne institucije so bile Cabildo na zahodu, ki je bila obnovljena med gradnjo Avenida de Mayo in Julio A. Roca. Na jugu je Palača Argentinskega narodnega kongresa (Congreso de la Nación), v katerem je trenutno Academia Nacional de la Historia (Nacionalna akademija za zgodovino). Nazadnje, na severozahodu je Mestna hiša.

### Parki
Buenos Aires ima več kot 250 parkov in zelenih površin, katerih največja koncentracija je na vzhodni strani mesta v soseskah Puerto Madero, Recoleta, Palermo in Belgrano. Nekateri najpomembnejši so:
- Parque Tres de Febrero sta zasnovala urbanist Jordán Czeslaw Wysocki in arhitekt Julio Dormal. Park je bil odprt 11. novembra 1875. Zaradi poznejše dramatične gospodarske rasti Buenos Airesa je leta 1888 prišlo do njegovega prenosa v občinsko last, pri čemer je bilo med letoma 1892 in 1912 francosko argentinskemu urbanistu Carlosu Thaysu naročena razširitev in nadaljnje polepšanje parka. Thays je zasnoval zoološke vrtove, botanične vrtove, sosednji Plaza Italia in Rožni vrt.
- Botanični vrt, ki ga je zasnoval francoski arhitekt in krajinski oblikovalec Carlos Thays, je bil odprt 7. septembra 1898. Thays in njegova družina so med letoma 1892 in 1898 medtem, ko je služboval kot direktor parkov, živeli v dvorcu v angleškem slogu znotraj vrtov. Dvorec, zgrajen leta 1881, je trenutno glavna stavba kompleksa.
- Japonski vrtovi v Buenos Airesu so največji na svetu, zunaj Japonske. Dokončani leta 1967 sta vrtove ob državnem obisku v Argentini obiskala tudi prestolonaslednik Akihito in japonska princesa Michiko.
- Plaza de Mayo je od takrat, ko je bil leta 1810 prizorišče majske revolucije, ki je privedla do argentinske neodvisnosti, središče političnega življenja v Argentini.
- Plaza San Martín je park, ki se nahaja v mestni soseski Retiro. Leži na severnem koncu ulice za pešce Calle Florida, park omejujejo Libertador Ave. (na sever, Maipú St. (na zahod), Santa Fe Avenue (jug) in Leandro Alem Av. (vzhod).

Buenos Aires has over 250 parks and green spaces, the largest concentration of which are on the city's eastern side in the neighborhoods of Puerto Madero, Recoleta, Palermo and Belgrano. Some of the most important are:
- Kongresni trg
- Botanični vrt
- Plaza de Mayo
- Parque Tres de Febrero

### Gledališča
Buenos Aires ima več kot 280 gledališč, več kot katero koli drugo mesto na svetu. Zaradi tega je Buenos Aires razglašen za »svetovno prestolnico gledališča«. Prikazujejo vse, od muzikalov do baleta, komedije do cirkusov. Nekatera med njimi so:
- Teatro Colón je National Geographic uvrstil kot tretjo najboljšo operno hišo na svetu  in akustično velja za pet najboljših koncertnih prizorišč na svetu. Omejen je s široko Avenida 9 de Julio, ulico Artura Toscaninija, ulico Tucumán, kot tudi ulico Libertad z glavnim vhodom. Nahaja se v središču mesta, na mestu, ki ga je nekoč stala postaja Plaza Parque Ferrocarril Oeste.
- Gledališče Cervantes (Teatro Nacional Cervantes) stoji ob na aveniji Córdoba in dve ulici severno od znane operne hiše Buenos Aires, Teatro Colón. Ima tri dvorane za predstave, katerih glavna dvorana je salon María Guerrero. Njegovih 456 m2 površine ima 12 m veliko vrtljivo krožno ploščad in jo je mogoče podaljšati za nadaljnjih 2,7 m. Salon Guerrero lahko sprejme 860 gledalcev, od tega 512 v galerijah. Sekundarna dvorana, salon Orestes Caviglia, lahko sprejme 150 sedežev in je večinoma rezervirana za koncerte komorne glasbe. Salon Luisa Vehíl je večnamenska soba, znana po obsežnem dekorju iz zlatih lističev.
- Teatro Gran Rex je bil odprt 8. julija 1937 kot največji kino v Južni Ameriki svojega časa; je gledališče v slogu Art Deco.
- Teatro Avenida je bilo leta 1908 na osrednji Avenidi de Mayo v Buenos Airesu odprto s predstavo španskega dramatika Lope de Vega Pravičnost brez maščevanja. Predstavo je režirala María Guerrero, španska argentinska gledališka režiserka, ki je v poznem 19. stoletju v Argentini popularizirala klasično dramo in je leta 1921 ustanovila pomembno gledališče Cervantes (Teatro Nacional Cervantes).

### Še nekatere znamenitosti
- Cabildo je bil uporabljen kot sedež vlade v kolonialnih časih podkraljevstva River Plate. Prvotna stavba je bila končana leta 1610, vendar je bilo kmalu ugotovljeno, da je premajhna in jo je bilo treba razširiti. V preteklih letih je bilo narejenih veliko sprememb. Leta 1940 je arhitekt Mario Buschiazzo z različnimi izvirnimi dokumenti rekonstruiral kolonialne značilnosti Cabildo.
- Stavba Kavanagh se nahaja na naslovu 1065 Florida St. v predelu Retiro, s pogledom na trg San Martín. Zgrajena je bila v 1930-ih v racionalističnem slogu, arhitekti Gregorio Sánchez, Ernesto Lagos in Luis María de la Torre, končana pa je bila leta 1936. Značilnosti stavbe so stroge linije, pomanjkanje zunanjega okrasja in velike prizmatične prostornine. Leta 1999 je bila razglašena za nacionalni zgodovinski spomenik[49] in je ena najbolj impresivnih arhitekturnih mojstrovin Buenos Airesa. Je 120 m visoka, še vedno ohranja svoj vpliv na sodobno obzorje mesta. Leta 1939 je njena fasada prejela nagrado Ameriškega inštituta za arhitekte.[50]
- Metropolitanska stolnica je glavna katoliška cerkev v Buenos Airesu. Stoji na vogalu ulic San Martín in Rivadavia v soseski San Nicolás s pogledom na Plaza de Mayo v središču mesta. Je mati cerkev nadškofije Buenos Aires.
- Narodna knjižnica Argentine je največja knjižnica v Argentini in ena najpomembnejših v Ameriki.
- Obelisk je bil zgrajen maja 1936 v spomin na 400. obletnico prve ustanovitve mesta. Stoji v središču trga Plaza de la República (Trg republike), na mestu, kjer je v Buenos Airesu prvič vihrala argentinska zastava, na križišču avenije Nueve de Julio in Corrientes. Skupna višina je 67 metrov, osnovna površina pa 49 kvadratnih metrov. Zasnoval ga je arhitekt Alberto Prebisch, njegova gradnja pa je trajala komaj štiri tedne.
- Palacio de Aguas Corrientes (morda najbolj okrašeno črpališče vode na svetu)

- Las Nereidas, vodnjak delo kiparke Lole Mora
- Stavba Kavanagh
- Pokopališče La Recoleta
- Palacio de Aguas Corrientes

## Šport

### Nogomet
Buenos Aires ima več profesionalnih nogometnih klubov kot katerokoli drugo mesto na svetu.
Najbolj poznana tekma je t.i. Superclásico, ko se pomerita mestna rivala, nogometna kluba Boca Juniors in River Plate. Drugi glavni nogometni klubi v mesto so še San Lorenzo de Almagro, Club Atlético Huracán, Vélez Sársfield, Chacarita Juniors, Club Ferro Carril Oeste, Nueva Chicago and Asociación Atlética Argentinos Juniors.
Leta 1978 je bil Buenos Aires eno od gostiteljskih mest svetovnega prvenstva v nogometu.

### Formula 1
V mestu je med letoma 1930 in 1958 potekala dirka za Veliko nagrado Buenos Airesa, med letoma 1953 in 1988 pa dirka Formule 1 za Veliko nagrado Argentine.

## Mednarodne povezave

### Pobratena mesta
Buenos Aires je pobraten z naslednjimi mesti:
- Atene, Grčija  (od 1992)
- Peking, Kitajska  (od 1993)
- Beograd, Srbija (od 1990)
- Berlin, Nemčija (od 19. maja 1994)
- Bilbao, Španija (od 1992)
- Brasilia, Brazilija  (od 1986)
- Kairo, Egipt  (od 1992)
- Cádiz, Španija (od 1975)
- Kalabrija, Italija (od 1987)
- Guadix, Španija  (od 1987)
- Kijev, Ukrajina  (od 1993)
- Miami, ZDA  (od 1978)
- Moskva, Rusija (od 1990)
- Neapelj, Italija (od 1990)
- Osaka, Japonska (od 1990)
- Oviedo, Španija (od 1983)
- Praga, Češka  (od 1992)
- Rotterdam, Nizozemska  (od 1990)
- São Paulo, Brazilija  (od 2007)
- Seul, Južna Koreja (od 1992)
- Sevilja, Španija (od 1974)
- Tel Aviv, Izrael (od 1976)
- Toulouse, Francija (od 1990)
- Vigo, Španija (od 1992)
- Varšava, Poljska (od 1992)
- Erevan, Armenija (od 2000)
- Zagreb, Hrvaška (od 1998)

### Zveza Ibero-American glavnih mest
Buenos Aires je del Zveze Ibero-American glavnih mest from 12 October 1982 establishing brotherly relations with the following cities:
- Andorra la Vella, Andorra
- Asunción, Paragvaj
- Bogotá, Kolumbija
- Caracas, Venezuela
- Gvatemala (mesto), Gvatemala
- Havana, Kuba
- La Paz, Bolivija
- Lima, Peru
- Lizbona, Portugalska
- Madrid, Španija
- Managua, Nikaragva
- Ciudad de Mexico, Mehika
- Montevideo, Urugvaj
- Panama (mesto), Panama
- Quito, Ekvador
- Rio de Janeiro, Brazilija
- San José, Kostarika
- San Juan, Portoriko, ZDA
- San Salvador, Salvador
- Santiago de Chile, Čile
- Santo Domingo, Dominikanska republika
- Tegucigalpa, Honduras

### Partnerska mesta
- Bejrut, Libanon
- Budimpešta, Madžarska
- Hanoj, Vietnam
- Lizbona, Portugalska
- Lugano, Švica
- Ottawa, Kanada
- Pariz, Francija
- Rim, Italija
- Sankt Peterburg, Rusija
- Santiago de Compostela, Španija